# Raupenschlepper Ost
Le Raupenschlepper Ost, littéralement le « Tracteur chenillé - Est », est plus communément abrégé en RSO. Ce véhicule entièrement chenillé et léger fut conçu en réponse aux pauvres performances des véhicules à roues et half-tracks dans la boue et la neige durant le premier hiver passé par l'armée allemande sur le front soviétique. Il a peut-être été inspiré par de très similaires petits tracteurs chenillés en usage dans les autres armées, plus particulièrement le tracteur d'artillerie STZ-3 NATI de l'Armée rouge.

## Historique

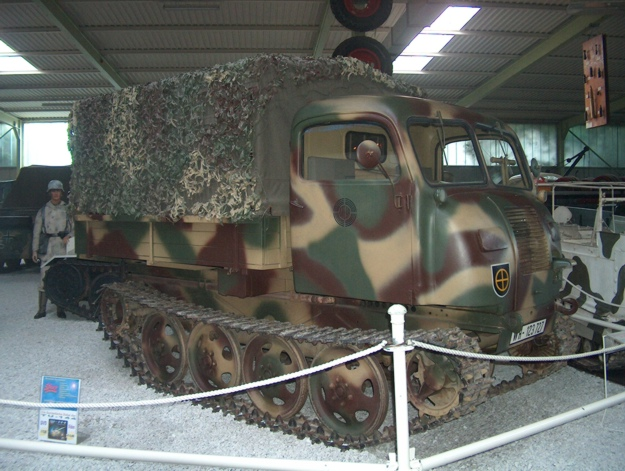
RSO/01, musée automobile et technologique de Sinsheim (2004)

Après les premières défaites et l'hiver (1941-1942) sur le front russe, la Wehrmacht a constaté que les routes extrêmement primitives en Russie et la boue saisonnière nécessitaient un véhicule d'approvisionnement complètement autonome pour maintenir la mobilité. Steyr a répondu en proposant un petit véhicule entièrement chenillé basé sur son camion de 1,5 tonne (camion léger Steyr 1500A) déjà utilisé dans l'armée. Le véhicule a été introduit en 1942 comme le Raupenschlepper Ost (RSO).
Initialement conçu comme véhicule d'entraînement et véhicule d'approvisionnement en artillerie, il a finalement servi dans des rôles très variés. Immédiatement après l'arrivée de ce véhicule sur le front de l'Est, les unités de combat ont commencé à l'utiliser pour les tâches générales de transport. Grâce à sa fiabilité, à sa facilité d'entretien et à sa capacité à assumer divers rôles - dans tous les types de terrains -, les autres véhicules manquaient. Les quatre roues de route par côté, toutes en une seule ligne dans le cadre d'un système de « slack-track » sans rouleaux de retour, comprenait un système de suspension beaucoup plus simple, beaucoup plus capable de gérer la saison de boue raspoutitsa et l'hiver russe, ou la congélation de neige entre les roues des systèmes de suspension Schachtellaufwerk superposés/entrelacés complexes que possédaient les véhicules allemands semi-chenillés comme le SdKfz 7.

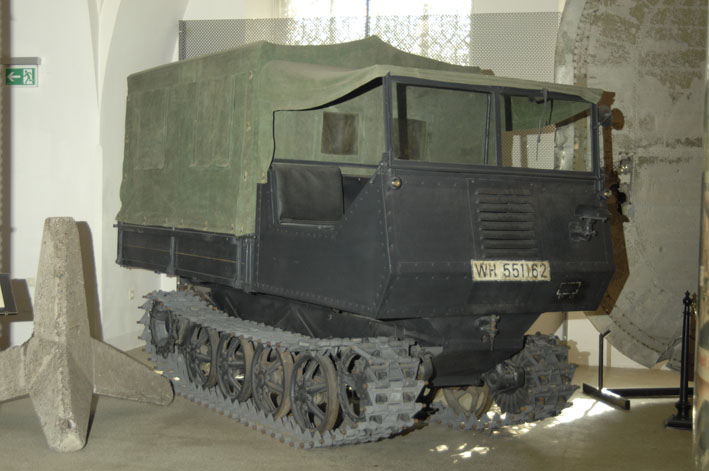
RSO/03, musée d'histoire militaire de Vienne (Heeresgeschichtliches Museum) (2010)

Bientôt, les commandes pour le RSO ont dépassé la capacité de production de Steyr, et d'autres fabricants ont rejoint la production du véhicule afin de répondre aux demandes toujours plus élevées.
Le RSO servit finalement dans des cas très variés. La version originale possède une cabine en acier compressé avec une configuration en forme de camion. Celui-ci fut utilisé pour des missions de transport. Le RSO/03 avait une cabine plus simple, avec des plaques de métal apposées sur les côtés. Les deux avaient des armatures en bois à chacun de leur côté, caractéristique typique des camions légers de l'époque.

## Variante anti-char

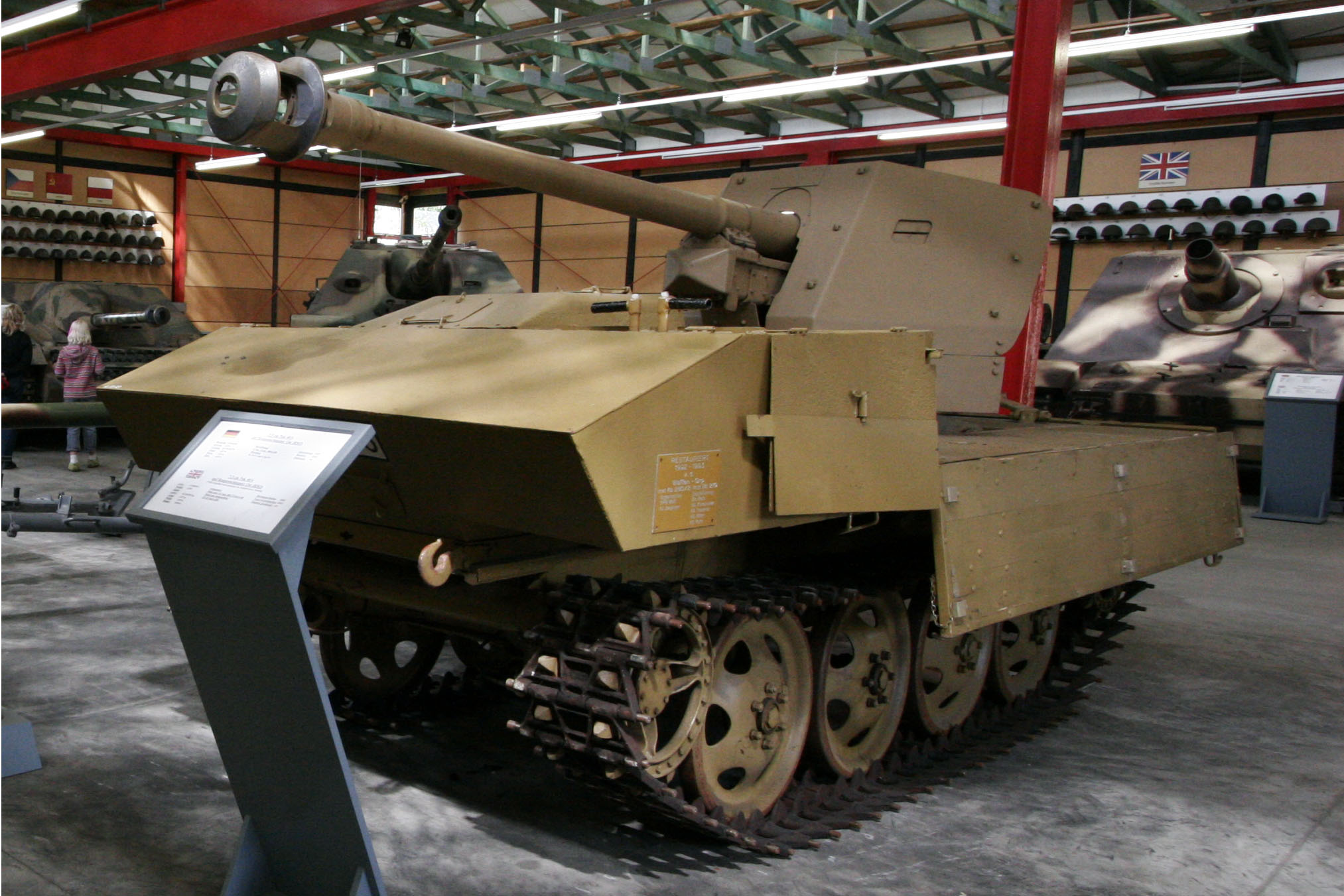
RSO/PAK40 au Deutsches Panzermuseum Munster en Allemagne.

En 1943, les unités antichar de l'infanterie au front se plaignaient vivement qu'il était presque impossible de déplacer leurs canons en utilisant des camions à la lumière du jour sous un feu ennemi, ce qui entraînait d'énormes pertes d'équipement lors des relogements d'urgence (à l'époque un euphémisme de retrait). Les opinions ont atteint les premiers rangs. L'OKW a exploré une proposition préalablement envisagée d'installer le canon anti-char PaK 40/1 de 7,5 cm - puis le standard Pak utilisé par la Wehrmacht - sur un châssis RSO. Après avoir vu les plans, Hitler a commandé une série limitée de production pour les essais de combat, avant que les prototypes soient terminés.
Le projet a été réalisé par Steyr. La suspension du RSO est restée inchangée, mais le compartiment avant du conducteur a été remplacé par une superstructure légère et légèrement blindée. Le résultat a été une arme légère d'infanterie anti-char, peu coûteuse à produire, et très mobile. Il était plus exposé par rapport au modèle de chasseur de chars panzerjäger traditionnel, ouvert, qui avait un coût de construction beaucoup plus élevé que celui d'un RSO/PaK 40.
Bien que le véhicule soit destiné à être utilisé par les unités antichar de l'infanterie, tous les véhicules de pré-production ont été délivrés à des unités blindées (Panzer Jager Abteilungen 743 et 744 et 18e Panzergrenadier Division), en raison du besoin urgent de les remplacer. Leur faible vitesse et leurs blindages légers entraînaient inévitablement des problèmes pour ces unités essayant de coopérer avec celles des autres véhicules de combat. Le groupe d'armées Sud (en allemand Heeresgruppe Süd), où les unités délivrées pour les essais de combat, a déclaré le véhicule utile, et la production à grande échelle a été rapidement autorisée.
Malgré la décision de Steyr de changer sa ligne de production entière en RSO/Pak 40, aucun ordre spécifique n'a été atteint pour l'industrie et seuls les quelque 60 véhicules de pré-production ont été fabriqués. Tandis que les premiers véhicules ont été déployés de la ligne de production, Steyr a commencé à tester une version améliorée qui a incorporé un châssis et des voies plus larges; Ces changements ont amélioré les performances de tout-terrain et abaissé le centre de gravité, une question dans un véhicule d'une telle garde au sol élevée.
Aucun de la version améliorée n'a jamais atteint le front. En octobre 1943, Steyr a dû cesser la production de tout type de véhicules à chenilles, à la suite d'une consigne du ministère de l'armement. D'ici là, une nouvelle version du châssis élargi a été conçue et devrait entrer en production en 1944 ; il avait un moteur à essence V8 plus puissant et moins bruyant pour transporter le canon Pak 43 L71 de 88 mm, de loin l'arme antichar la plus puissante de son époque désignée PzJag K43. Il est douteux que l'un quelconque ait été construit à la fin de la guerre.

## Production

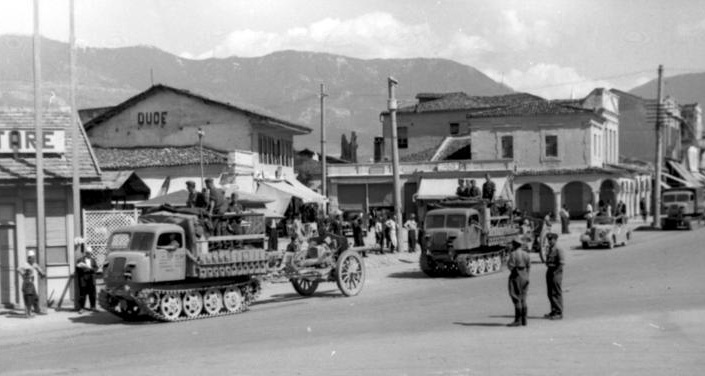
Un Raupenschlepper Ost tractant un obusier de 10 cm en Yougoslavie, septembre 1943.

On estime à environ 23 000 le nombre d’unités de RSO (toutes versions confondues) produites.
| Constructeur               | Nombre |
| -------------------------- | ------ |
| Steyr                      | 2 600  |
| Klöckner-Humboldt-Deutz AG | 12 500 |
| Auto Union                 | 5 600  |
| Gräf & Stift               | 4 500  |

La firme française Latil fut mise à contribution et produisit sa propre version du RSO, le tracteur d'artillerie « Latil Ostradschlepper » aux quatre roues motrices et directrices, dérivé du tracteur Latil FTARH (ou TAR H2) de 1932.

## Sources
- (en) Cet article est partiellement ou en totalité issu de l’article de Wikipédia en anglais intitulé « Raupenschlepper, Ost » (voir la liste des auteurs).